# Тун, Джон
Джон Рэндольф Тун (англ. John Randolph Thune, /ˈθuːn/; также известен вариант Тьюн, ; род. 7 января 1961) — американский политический и государственный деятель, сенатор США от штата Южная Дакота с 2005 года, член республиканской партии. 
В 1997—2003 годах был членом Палаты представителей США от Южной Дакоты.
3 января 2025 года стал лидером республиканского большинства в Сенате, сменив на этом посту Митча Макконнелла.

## Политическая карьера
В 1996 году Тун принял участие в выборах в Палату представителей от Южной Дакоты. В праймериз республиканской партии он победил вице-губернатора штата Кэрол Хиллард, а на всеобщих выборах в ноябре победил демократа Рика Уэйланда с 58 % голосов.
Тун был 2 раза переизбран — с 75 % голосов в 1998 году и с 73 % голосов в 2000. В 2002 году Тун бросил вызов действующему сенатору-демократу Тиму Джонсону, который победил с разницей в 524 голосов (0.15 %).
В 2004 году Тун вновь баллотировался в сенат, в этот раз против лидера демократов Тома Дэшла. Оба кандидаты потратили на кампанию около 30 миллионов долларов США. В ноябре Тун победил с преимуществом в 4508 голосов.
После выборов в Сенат 2018 Тун был избран партийным организатором республиканцев. Занял должность 3 января 2019 года, сменив на этом посту Джона Корнина.

### Палата представителей США

##### Выборы
Тун начал свою политическую карьеру в 1996 году, участвуя в гонке за единственное место от Южной Дакоты в Палате представителей США. В «Альманахе американской политики» говорится, что Тун «вступил в гонку 1996 года как аутсайдер». Его главным противником была действующая вице-губернатор Кэрол Хиллард из Рапид-Сити, которая получила поддержку давнего губернатора Южной Дакоты Билла Дженклоу. Опрос, проведенный в мае 1996 года, показал, что Хиллард опережает Туна на 69—15 %. Полагаясь на сильные личные навыки и помощь своей старой сети друзей Абднора, Тун выиграл предварительные выборы, победив Хилларда 59 %—41 %. На всеобщих выборах Тун победил демократа Рика Вейланда, давнего помощника сенатора США Тома Дэшла, набрав 58 % против 37 %.
Тун выиграл свои последующие гонки за Дом США с большим отрывом. Он был переизбран в 1998 г. с 75 % голосов и в 2000 г. с 73 % голосов. В 2002 году, после краткого рассмотрения баллотироваться на пост губернатора, Тун нацелился баллотироваться в Сенат США.

##### Сенат США (с 2005 г. по настоящее время)
6 декабря 2006 года Тун был выбран  сенатским республиканским организатором Трентом Лоттом на должность первого заместителя организатора Республиканской партии. После непродолжительного пребывания на посту вице-председателя Республиканской конференции, в июне 2009 года Тун стал председателем Комитета по республиканской политике, занимая четвертое место в Сенате.
В марте 2009 года Тун был одним из 14 сенаторов, проголосовавших против процедурного шага, который, по сути, гарантировал значительное расширение национального корпуса службы. По оценкам Бюджетного управления Конгресса, законопроект будет стоить не менее 418 миллионов долларов в 2010 финансовом году и 5,7 миллиарда долларов в период с 2010 по 2014 год.
Он был избран председателем республиканской конференции в 2011 году, в январе 2012 года вступил в должность. Председатель конференции является местом третьего рейтинга в Сенате США. В конце 2011 года Mitchell Daily Republic сообщил, что «близость Туна к № 3 делает его самым высокорейтинговым сенатором республики в истории Южной Дакоты. Тун служил председателем республиканского комитета по политике с 2009 года до настоящего времени и был вице-председателем республиканской конференции с 2008 по 2009 год и главным заместителем республиканцев с 2006 по 2008 год».
Появление Туна как консервативного голоса в Сенате набрал его длительный профиль в консервативном журнале еженедельного стандарта. Американский консервативный союз дал сенатору Туну рейтинг 100 в 2006 году и снова в 2010 году. По состоянию на 2020 года пожизненный рейтинг ACU Туна был 84.11. Тун похвалился в еженедельном стандартном профиле 2010 года как исключительный политик, который был, в отличие от многих его коллег, способен общаться с традиционным консерватизмом, что делает его популярной альтернативой представителям чаепитирования.
В июне 2018 года Тун призвал специального адвоката Роберта Мюллера «начать сворачивать» расследование российского вмешательства в президентских выборах 2016 года.
Тун — старший сенатор Южной Дакоты. Сенатская республиканская конференция выбрала Туна, поскольку большинство кнута для 116-го конгресса, преуспевающего Джон Корнн, который был ограничен в позиции. Он служит миноритарным кнутом на 117-м конгрессе.
Задания
- Комитет по сельскому хозяйству, питанию и лесному хозяйству
  - Подкомитет по возрождению, сохранению, лесному хозяйству и кредиту сельских районов
  - Подкомитет по энергетике, науке и технологиям
  - Подкомитет по производству, защите доходов и ценовой поддержке
- Комитет по финансам
  - Финансовый подкомитет Сената США по международной торговле, таможне и глобальной конкурентоспособности
- Комитет по торговле, науке и транспорту (председатель)
  - Подкомитет по авиационным операциям, безопасности и защите
  - Подкомитет по коммуникациям, технологиям и Интернету
  - Подкомитет по конкурентоспособности, инновациям и продвижению экспорта
  - Подкомитет по защите прав потребителей, безопасности продукции и страхованию
  - Подкомитет по науке и космосу
  - Подкомитет по наземному транспорту и инфраструктуре торгового флота, безопасности и охране
- Комитет по бюджету

Членство в кокусе
- Кокусы после школы[30]